# Sorilatholo
Sorilatholo est une ville du Botswana.